# Canton de Pont-à-Marcq
Le canton de Pont-à-Marcq est un ancien canton français, situé dans le département du Nord et la région Nord-Pas-de-Calais.
Il a été regroupé au sein du Canton de Templeuve-en-Pévèle.

## Composition

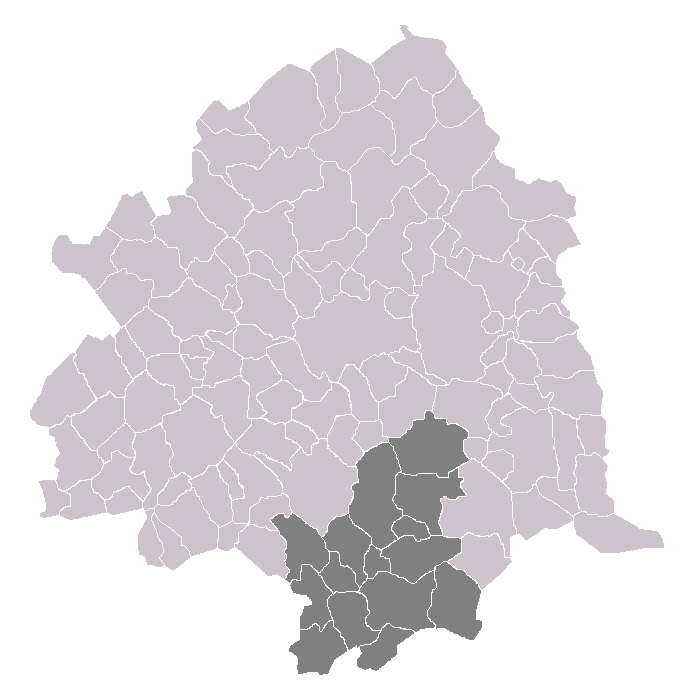
Canton de Pont-à-Marcq dans l'arrondissement de Lille

Le canton de Pont-à-Marcq regroupait les communes suivantes :
| Nom                      | Code Insee | Codepostal | Superficie (km2) | Population (dernière pop. légale) | Densité (hab./km2) |
| ------------------------ | ---------- | ---------- | ---------------- | --------------------------------- | ------------------ |
| Pont-à-Marcq (chef-lieu) | 59466      | 59710      | 2,22             | 2 733 (2012)                      | 1 231              |
| Attiches                 | 59022      | 59551      | 6,68             | 2 270 (2012)                      | 340                |
| Avelin                   | 59034      | 59710      | 13,76            | 2 590 (2012)                      | 188                |
| Bersée                   | 59071      | 59235      | 10,93            | 2 238 (2012)                      | 205                |
| Ennevelin                | 59197      | 59710      | 9,92             | 2 129 (2012)                      | 215                |
| Fretin                   | 59256      | 59273      | 13,17            | 3 340 (2012)                      | 254                |
| La Neuville              | 59427      | 59239      | 3,95             | 664 (2012)                        | 168                |
| Mérignies                | 59398      | 59710      | 8,61             | 2 632 (2012)                      | 306                |
| Moncheaux                | 59408      | 59283      | 4,97             | 1 445 (2012)                      | 291                |
| Mons-en-Pévèle           | 59411      | 59246      | 12,37            | 2 143 (2012)                      | 173                |
| Ostricourt               | 59452      | 59162      | 7,60             | 5 378 (2012)                      | 708                |
| Phalempin                | 59462      | 59133      | 7,93             | 4 424 (2012)                      | 558                |
| Thumeries                | 59592      | 59239      | 7,03             | 3 945 (2012)                      | 561                |
| Tourmignies              | 59600      | 59551      | 2,03             | 738 (2012)                        | 364                |
| Wahagnies                | 59630      | 59261      | 5,69             | 2 616 (2012)                      | 460                |

## Histoire: conseillers généraux de 1833 à 2015
- De 1833 à 1848, les cantons de Cysoing et de Pont-à-Marcq avaient le même conseiller général. Le nombre de conseillers généraux était limité à 30 par département[1].

| 1833 | 1842         | Alexandre Coget                      | Gauche                      | Député (1831-1834) Maire de Thumeries (1818-1844)                                                                                                   |  |  |  |  |
| 1842 | 1848         | Brice Alexis Parrayon-Champon        |                             | Fabricant de sucre indigène Propriétaire à Mérignies                                                                                                |  |  |  |  |
| 1848 | 1884 (décès) | Ernest Desmoutiers                   | Droite                      | Propriétaire et agriculteur à Mons-en-Pévèle, fondateur des sucreries de Faumont, conseiller d'arrondissement                                       |  |  |  |  |
| 1884 | 1889         | Louis Delécluse                      |                             | Ancien juge de paix à Pont-à-Marcq, propriétaire à Quiévy                                                                                           |  |  |  |  |
| 1889 | 1895         | Charles Desmoutiers                  | Républicain (Centre gauche) | Propriétaire exploitant et raffineur de sucre Maire de Faumont, député (1848, 1876-1877, 1881-1885) Propriétaire du château de Liez à Raimbeaucourt |  |  |  |  |
| 1895 | 1907         | Paul Lepeuple (1853-1953)            | Républicain                 | Agriculteur à Bersée |  |  |  |  |
| 1907 | 1913         | Charles Maurice                      | Conservateur                | Maire d'Attiches |  |  |  |  |
| 1913 | 1927 (décès) | Louis Chuffart                       | Républicain                 | Brasseur Maire de Fretin (?-1927) |  |  |  |  |
| 1927 | 1931         | Maurice Descamps                     | Concentration républicaine  | Maire de Mons-en-Pévèle (1925-1935) |  |  |  |  |
| 1931 | 1940         | Augustin Laurent                     | SFIO                        | Secrétaire de mairie Député (1936-1942) |  |  |  |  |
|      |              |                                      |                             | |  |  |  |  |
| 1943 | 1945         | Claude Descamps                      |                             | Filateur de lin Adjoint au maire de Thumeries Nommé conseiller départemental en 1943                                                                |  |  |  |  |
|      |              |                                      |                             | |  |  |  |  |
| 1945 | 1967         | Augustin Laurent                     | SFIO                        | Maire de Lille (1955-1973) Député (1936-1942 et 1946-1951) Ministre (1944-1945) Président du Conseil Général (1945-1967)                            |  |  |  |  |
| 1967 | 1976 (décès) | Marceau Laurent (frère du précédent) | SFIO puis PS                | Ancien secrétaire général de mairie Député (1962-1968) Maire de Wahagnies (1950-1976)                                                               |  |  |  |  |
| 1977 | 1992         | Robert Anselin                       | PS                          | Professeur Député (1988-1993) Maire d'Ostricourt (1983-2013)                                                                                        |  |  |  |  |
| 1992 | 1998         | Thierry Lazaro                       | RPR                         | Chargé de communication Député (1993-2017) Conseiller municipal de Phalempin                                                                        |  |  |  |  |
| 1998 | 2011         | Béatrice Mullier                     | PS                          | Fonctionnaire Maire de Fretin (1989-2023) |  |  |  |  |
| 2011 | 2015         | Jean-Marie Ruant                     | PS                          | Retraité de La Poste Maire de Wahagnies (1987-1995 et 2008-2014)                                                                                    |  |  |  |  |

### Conseillers d'arrondissement (de 1833 à 1940)
| Période | Période      | Identité                                                                  | Étiquette           | Qualité |
| ------- | ------------ | ------------------------------------------------------------------------- | ------------------- | --- |
| 1833    | 1836         | Désiré Houdart (1778-1840)                                                |                     | Capitaine d'artillerie, maire de Moncheaux                                                                  |
| 1836    | 1845         | M. Parayon                                                                |                     | Propriétaire à Mérignies                                                                                    |
| 1845    | 1848         | Ernest Desmoutiers (1807-1884)                                            | Droite              | Propriétaire et agriculteur à Mons-en-Pévèle                                                                |
|         |              |                                                                           |                     | |
| 1880    |              | Étienne Vallois                                                           |                     | Maire de Wahagnies                                                                                          |
|         |              |                                                                           |                     | |
| 1895    | 1903 (décès) | Paul Parsy (1850-1903)                                                    | Républicain         | Négociant, maire de Mons-en-Pévèle                                                                          |
| 1904    | 1910         | Jean-Baptiste Marquant                                                    | Républicain-Radical | Brasseur, maire de Wahagnies                                                                                |
| 1910    | 1913         | Louis Chuffart (1867-1927)                                                | Radical             | Brasseur, maire de Fretin                                                                                   |
| 1913    | 1922         | Aristide Blondeau                                                         | Radical             | Négociant en tissus, conseiller municipal de Thumeries                                                      |
| 1922    | 1934         | Arthur Laurent (1875-1950, père d'Augustin Laurent et de Marceau Laurent) | SFIO                | Ouvrier mineur, syndicaliste CGT, maire de Wahagnies (1919-1950)                                            |
| 1934    | 1940         | Jean Pipelart                                                             | Union républicaine  | Maire de Phalempin (1934-1945)                                                                              |
| 1940    |              |                                                                           |                     | Les conseils d'arrondissement ont été suspendus par la loi du 12 octobre 1940 et n'ont jamais été réactivés |

## Démographie
| 1962   | 1968   | 1975   | 1982   | 1990   | 1999   | 2006   | 2011   | 2012   |
| ------ | ------ | ------ | ------ | ------ | ------ | ------ | ------ | ------ |
| 29 809 | 30 599 | 32 922 | 34 361 | 35 745 | 36 667 | 37 820 | 38 955 | 39 285 |